# 陳汴
陳汴（16世紀—17世紀），字衡岡，湖廣荊州府江陵縣人，明朝政治人物。

## 生平
陳汴是萬曆元年（1573年）癸酉科湖廣鄉試舉人，授南川知縣，舉卓異陞監察御史，有《目擊時艱》、《條陳銓政》、《請立東宮》等奏疏，入侍經筵召對切直，又曾巡按北直隸督理九邊，經略薊鎮地方有威望，因終養父母辭官回鄉。

## 引用
1. 1 2  光緒《江陵縣志·卷二十七·人物》：陳汴，字衡岡，萬厯癸酉舉人，授南川知縣，舉卓異擢監察御史，有《目擊時艱》、《條陳銓政》、《請立東宮》諸疏，入侍經筵召對切直，巡按北直隸督理九邊，經略薊鎮有威望，以終養歸。